# The Last Temptation
A The Last Temptation az amerikai rapper Ja Rule negyedik stúdióalbuma.
Az albumról olyan kislemezeket adtak ki, mint a "Thug Lovin'" (közreműködő Bobby Brown), "Mesmerize" (közreműködő Ashanti) és a The Pledge [Remix] (közreműködő Ashanti, Nas és 2Pac). A lemez híres volt a "Pop Niggas" című nótáról, amelyben 50 Cent is szóba került. Pharrell is közreműködött a dalban, de a neve nem volt feltüntetve. A lemezen olyan előadók szerepeltek, mint Bobby Brown, Ashanti, Nas, 2Pac, Charli Baltimore, Caddillac Tah, Alexi, Eastwood, Crooked I, Young Life és Chink Santana.
Az album sikeres volt, bár nem annyira, mint a Pain Is Love. A "Mesmerize" a 45. helyen áll a Blender magazin "Minden idők 50 legrosszabb dala" listáján, de ez lett a legsikeresebb kislemez az albumról, a Billboard Hot 100 2. és a UK Singles Chart 12. helyéig jutott. A rajongók is kritizálták a lemezt, mivel szerintük túl kommersz volt és Ja Rule kifogyott az ötletekből, valamint ennek tetejébe Daz Dillinger, Eminem, 50 Cent, Dr. Dre, G-Unit, Obie Trice, D12, Busta Rhymes és DMX is azt mondták, Ja Rule egy második 2Pac akart lenni, ez még jobban táplálta a versengést közöttük.
Az albumot egy cenzúrázott változatban is kiadták, melyeken a káromkodásokat eltávolították. Azonban a nemi-vonatkozású szövegek, mint a "gettin head" és az olyan erőszakos szavak mint a "murda" bentmaradtak.

## Dalok listája
| #  | Cím                | Producer(ek)             | Közreműködő(k)                      | Hossz | Sample(k)                                                                                             |
| -- | ------------------ | ------------------------ | ----------------------------------- | ----- | --- |
| 1  | "Intro"            |                          |                                     | 0:20  | |
| 2  | "Thug Lovin'"      | Chink Santana, Irv Gotti | Bobby Brown                         | 4:50  | Interpolates portions of Stevie Wonder's "Knocks Me Off My Feet"                                      |
| 3  | "Mesmerize"        | Chink Santana, Irv Gotti | Ashanti                             | 4:38  | Interpolates portions of "Stop, Look, Listen (To Your Heart)" performed by Marvin Gaye and Diana Ross |
| 4  | "Pop Niggas"       | The Neptunes             | Pharrell                            | 4:29  | |
| 5  | "The Pledge Remix" | 7 Aurelius, Irv Gotti    | Nas, Ashanti, 2Pac                  | 3:54  | Contains a sample of 2Pac's, "So Many Tears"                                                          |
| 6  | "Murder Reigns"    | 7 Aurelius, Irv Gotti    | Celeste Scalone                     | 4:02  | Contains a sample of Africa written and performed by "Toto", and New World written and performed Nas  |
| 7  | "Last Temptation"  | Chink Santana, Irv Gotti | Charli Baltimore                    | 4:58  | Contains a sample of "Funky Sensation" by Gwen McCrae                                                 |
| 8  | "Murder Me"        | Chink Santana, Irv Gotti | Caddillac Tah & Alexi               | 5:15  | Contains a sample of "Anniversary" by Tony Toni Tone                                                  |
| 9  | "The Warning"      | Chink Santana, Irv Gotti |                                     | 5:05  | |
| 10 | "Connected"        | Chink Santana, Irv Gotti | Chink Santana, Eastwood & Crooked I | 4:54  | |
| 11 | "Emerica"          | Chink Santana, Irv Gotti | Young Life & Chink Santana          | 5:16  | |
| 12 | "Rock Star"        | Chink Santana, Irv Gotti |                                     | 4:58  | Contains a sample of Lenny Kravitz's "I Belong To You"                                                |
| 13 | "Destiny (Outro)"  | Cool & Dre               |                                     | 2:05  | Contains a sample of "Midnight Sunshine" by The Soul Children                                         |

## Lista helyezések
| Lista (2002)                          | Helyezés |
| ------------------------------------- | -------- |
| U.S. Billboard 200                    | 4        |
| U.S. Billboard Top R&B/Hip-Hop Albums | 2        |
| UK Albums Chart                       | 59       |
| German Albums Chart                   | 50       |
| Australian Albums Chart               | 29       |